# Tobias Erler
Tobias Erler (17 de maig de 1979) va ser un ciclista alemany, professional del 2006 al 2013. Els seus principals èxits els aconseguí en proves del calendari de l'UCI Àsia Tour.

## Palmarès
- 2003
  - Vencedor de 2 etapes al Tour de Taiwan
- 2005
  - Vencedor de 4 etapes al Tour de Taiwan
- 2006
  - 1r al Tour de Corea i vencedor d'una etapa
- 2007
  - 1r al Rund um den Sachsenring
- 2010
  - Vencedor de 2 etapes a l'International Presidency Tour
- 2011
  - 1r al Tour de Tailàndia i vencedor d'una etapa
  - Vencedor de 2 etapes al Tour de Corea